# Henrique Fonseca de Araújo
Henrique Fonseca de Araújo (Porto Alegre, 16 de fevereiro de 1913 — 10 de setembro de 1996) foi um jurista e político brasileiro, filiado ao Partido Libertador (PL), pelo qual foi deputado estadual do Rio Grande do Sul. Foi procurador-geral da República entre 1975 e 1979, no governo Geisel, durante a Ditadura militar brasileira e sempre defendeu o regime militar.
Pai do diplomata Ernesto Araújo, que foi Ministro das Relações Exteriores do governo de Jair Bolsonaro entre 2019 e 2021.

## Dados biográficos
Filho de Eleutério de Castro Araújo e Elvira Fonseca de Araújo, exerceu em Porto Alegre os cargos de promotor de justiça e procurador-geral do Estado do Rio Grande do Sul, além de lecionar em universidades.
Foi eleito deputado estadual, pelo Partido Libertador (PL), para a 37ª Legislatura da Assembleia Legislativa do Rio Grande do Sul, de 1947 a 1951 e depois para a 39ª Legislatura, de 1951 a 1959. Foi, também, procurador-geral da República de 1975 a 1979, nomeado por Ernesto Geisel.
Teve grande destaque nas discussões jurisprudenciais acerca da legalidade da censura prévia imposta pela ditadura militar à mídia, quando elaborou parecer contrário ao mandado de segurança requerido pelo jornal O São Paulo, ligado ao cardeal católico dom Paulo Evaristo Arns. Publicou uma resolução proibindo que membros da procuradoria se posicionassem contra o regime militar.

## Caso Gustav Franz Wagner
Henrique Fonseca de Araújo foi contra a extradição do criminoso de guerra nazista Gustav Franz Wagner e não atendeu às requisições da Polônia, Áustria, Israel e Alemanha Ocidental para extraditá-lo.
O Procurador-Geral da República recomendou indeferir a extradição de Gustav Franz Wagner para Áustria e Polônia porque, segundo Henrique Fonseca de Araújo, a lei brasileira da época entendia que os crimes de Gustav Franz Wagner já estavam prescritos.
Sobre o pedido de Israel, ele considerou que o país do Oriente Médio não teria competência para o pedido, pois Israel só passou a existir como estado em 1948.
A requisição da Alemanha Ocidental foi a única levada em consideração, segundo o Procurador-Geral da República, porque a prescrição dos crimes do criminoso de guerra nazista havia sido interrompida por uma condenação de Gustav Franz Wagner em 1967, porém foram requisitados mais provas e documentos para concluir o processo de extradição, que precisariam ser trazidos para o Brasil, traduzidos para o português, entre outras exigências burocráticas.